# 福田理兵衛
福田 理兵衛（ふくだ りへい、1814年11月16日（文化11年10月5日） - 1872年5月19日（明治5年4月13日））は、幕末の勤皇家。諱・治和（はるかず）、通称・幸三郎、変名・蔵人。江戸時代末期、現在の京都市右京区嵯峨の豊かな材木問屋の長男として生まれ、京都洛西下嵯峨の庄屋、総年寄、村吏として勤め、村人の信頼を一身に集めた。明治維新の時、家産を傾けてまで長州藩の勤皇倒幕運動を支援して、維新の実現に貢献した勤皇家。1911年（明治44年）6月1日、贈従五位。

## 概要
嘉永年間、運河の開鑿を計画し、地域の経済産業の発展に貢献した。（この計画は、後にその志を継承した人たちの手で実現し、西高瀬川の材木運搬を容易にした）。幕末、尊王攘夷運動が活発になったとき、長（州）に奉ずるは　即ち国に奉ずるの道なりと決意し、家産を傾けてまで長州藩の勤皇倒幕運動を支援した。文久年間、長州藩から依頼された天竜寺借用の交渉や材木取引を通して親しくなった長州藩士らに莫大な活動資金を提供した。
元治年間、禁門の変のとき、長州藩に食料や武器などを調達した。長州藩が敗れたため、妻子を捨てて長州（山口県）へ逃走し隠棲した。そのため家財は没収され、住居は焼き払われた。のち長州藩士に列せられたが、その後ついに京都に戻ることなく、防府宮市（山口県防府市宮市町）の自宅にて逝去。生家に近い京都市右京区の車折神社の境内に、理兵衛をまつる「葵忠社（きちゅうしゃ）」がある。例祭は、毎年4月13日。1911年（明治44年）6月1日、贈従五位。

## 生涯
1814年（文化11年）10月5日、京都市右京区嵯峨の豊かな材木商に長男として生まれる。父は福田三郎左衛門薫家（ただいえ）。父の弟・安太郎久置（利兵衛家）の養子となる。妻は大覚寺の家士・小林喜間太の長女・春（葉類）。
嘉永年間、清滝川の水を疎通して加茂川に通じる灌漑交通の便を開こうと企画し、数年間苦労したが果たせなかった（この計画は、後にその志を継承した人たちの手で実現し、西高瀬川の材木運搬を容易にした）。1853年（嘉永6年）洛西下嵯峨材木町（京都市右京区嵯峨朝日町）の浄土宗捨世派・正定院の開山「称念上人」300回忌遠忌・法要施行に当り、実父の三郎左衛門（この時、既に死亡）と相談して、開基「大八木、福田両氏夫妻」の木造と位牌を再調し寄進した。
1862年（文久2年）末、天竜寺の用達であった理兵衛は、長州藩士・楢原善兵衛より同寺の借用を依頼される。後、同藩士・上村斎宮、志道門太、木原又右衛門も来て督促した。
1863年（文久3年）1月、寺の借用に関し長州藩側にたって交渉斡旋し、天竜寺山内24ヶ寺、清涼寺ほか民家30戸を借入することが出来、天竜寺に長州旅館の門標を掲げた。以後、理兵衛は長州藩の御用達となって一切の経理をまかされ、経済面で莫大な支援をした。長（州）に奉ずるは　即ち国に奉ずるの道なりと決意したのはこの頃のことである。天竜寺の借用交渉は、京都所司代の許可が必要だったため、長州藩邸留守居役、村田次郎三郎の所司代への出頭に同行して交渉に当った。
同年2月2日、長州藩世子・毛利定広が寺町二条の京都妙満寺から嵯峨天竜寺へ移ったとき、理兵衛は隣村まで出迎えに行き、謁見を賜る。同年2月16日、定広は在京の志士を嵯峨天竜寺に招いてもてなした。当日、熊本藩士・横井平四郎および轟武兵衛、土佐藩士・武市半平太や平井収二郎らも加わる。理兵衛は、このとき料理の供給、資金調達などの世話役をつとめた。定広の滞在中、世話役として貢献したため、定広は理兵衛の労をねぎらい金一封を賜った。
その後、定広の帰国にあたり、長男・信太郎を伴い伏見の港まで見送り再び謁見を賜る。岩国藩主・吉川監物が代理で天竜寺に来たときには全て長州藩世子・毛利定広に準じて待遇した。この頃、長州藩が天竜寺を宿舎として使用する永代借用の契約を結ぶ交渉に当る。天竜寺を藩主並びにその代理人の旅館にあて、同寺引き払いに当っては道具類の保管を命じられ、料理の供給、資金調達の斡旋に勤めた。
同年8月18日、八月十八日の政変およびそれに続く七卿落ちにあたり、理兵衛は、京都長州藩邸（寺町二条あたり）に居り、七卿落ちの際に密議をこらした舞台となった東山区の妙法院との連絡をとるなど奔走し、政変後の京都に於ける公武間の動勢を探り有用な情報を提供した。
同年8月29日、京都所司代は、長州藩主父子に対し、八月十八日の政変時の長州藩主および吉川監物の行動について問いただすことがあり、長州藩士の御所門内に入ることを禁じ、留守居役以外の長州藩士の滞京も禁じ、長州藩主父子の上京を停止した。しかし、桂小五郎以下20名の長州藩士は京都に潜伏し、ひそかに本藩と連絡を取っていたので、理兵衛は桂小五郎らを助け利便を与えた。
1864年（元治元年）6月6日、幕吏が長州の京都藩邸を包囲したとき、理兵衛は長男・信太郎に助勢人を一人つけ武器を持たせて同邸に送った。同年6月21日ごろ、信太郎に内命あり、兵糧、塩、味噌等の用意をした。同年6月23日頃、三条実美および長州藩主父子の赦免を得るために上京した長州藩家老・福原元僴が兵300を率いて天竜寺に入る。理兵衛は、苦労して集めて記録した京都に於ける公武間の有用情報を福原に提供した。
同年6月28日、禁門の変のとき、長州兵約千名が天竜寺に入る。信太郎もこれに加わった。御用達・福田理兵衛は、天竜寺に兵糧米およびその他一切の雑品を牛車を使用して潮のごとく運び込んだ。同年7月18日の暮れより、天竜寺の出入りを厳禁したため、寺内は騒然となり、多くの人足が必要となったので、理兵衛は天竜寺と交渉して村方の者を数人雇い入れた。
同年7月19日（1864年8月20日）、帷子ノ辻（かたびらのつじ）にて部署を定め、桂小五郎が総参謀となり、国司（信濃）隊は中立売門に、来島（又兵衛）隊は蛤御門へ、児玉隊は下立売門に向かった。このとき、理兵衛父子は、来島の遊撃隊に加わっていた。
敗兵が寺に戻ってくるようになったので、理兵衛は負傷者を運ぶため駕篭を雇い入れ、山崎まで運ぼうと樫原方面に急行したが、それも出来ず、その夜は下桂の山口薫次郎宅に一泊し、7月20日早朝、上桂の武田伊勢介を密訪した。そのとき天竜寺に砲声がしきりに聞こえてきたので真夜中であったが妻子の安否確認を思案している所へ、たまたま信太郎が身に危険が迫っていることを知らせてきたので、信太郎を武田家に託し、理兵衛は大阪へ逃れた。
このとき、理兵衛は、薩摩兵により家産一切を入札競売に付され、その収益約五千両は村民に分け与えられ、旧宅は火をつけて焼かれ概算で一万五千両を亡失した。旧宅が燃え尽きるのに三日三晩掛かった。（後、不動産に限り妻子を扶養するために下付された。）
理兵衛は、秋田藩蔵屋敷・定詰・山下家に潜伏中、郷里より追っ手が向かったので、高砂（兵庫県高砂市）より海路で逃れ、8月5日に三田尻（山口県防府市）に上陸し、8月21日、萩の武田嘉平次（伯母の嫁入り先）方に身を寄せた。同年冬、信太郎は薩長連合の用件を帯び、長州へ向かう薩艦に便乗して三田尻に上陸し、父・理兵衛に会った。
1865年（慶応元年）、理兵衛は長州藩士に列せられた。身分は、中士、遠近付き支配、山林方勤務、米25俵であった。長男・信太郎の来藩を届け出た所、藩は理兵衛を隠居させ、代わりに信太郎を藩士に取り立てた。ただし、理兵衛の遠近付き支配は終身の役目であった。4月28日、山口羽山田に転居。
1868年（明治元年）春、藩の用事で大阪まで来たとき、理兵衛は約4年ぶりに京都下嵯峨の郷里に立ち寄った。同年9月12日、理兵衛が、毛利公に桜木製の花器を献上した折り、嘉納の印として扇子7本を下賜さる。1872年（明治5年）2月、理兵衛は京に戻り家を再興しようと計画し、一家そろって京都転居を願い出て許される。信太郎、繁次郎、幸三郎の三子を先に上京させたが、京都転居を果たせず、4月13日、防府宮市の自宅にて逝去（59歳）。同地の酒垂山に神葬し、50日祭をもって墓石を建立した。その後、理兵衛の子孫は京都市右京区嵯峨に籍を移し、旧宅地の一隅に小祠を設け理兵衛を祀った。正定院にも墓石がある（戒名・養源院理誉治徳湛和居士）。
1898年（明治31年）12月13日、理兵衛の旧宅地を譲り受けた外戚の穂積和吉は、邸内の敷地に新たに祠殿を造営し理兵衛を祀り、大正4年3月29日に遺族を招いて鎮座祭を執行した。命日の4月13日を祭日として祭りを行う事とした（当日、嵯峨小学校の児童を参列させる慣行は20年間続いたが、昭和20年以後の参列はない）。
1911年（明治44年）6月1日、贈従五位。1935年（昭和10年）6月16日、旧宅地に隣接する車折神社の境内に祠殿を移転し遷座祭を執行。このとき理兵衛を偲ぶため『嵯峨の遺光』を発行するに際し、清浦奎吾伯爵より「一片葵忠」の題字が贈られたことから、葵忠社（きちゅうしゃ）と称し、毎年、理兵衛の命日の4月13日を祭日として祭りが執行されている。
1983年（昭和58年）12月25日、葵忠社の改修工事が行われ、翌年4月15日に葵忠社50年大祭が執行された。

## 備考
- 福田理兵衛の一族に『童安童話集』『新井奥邃の思想』『内観祈祷録・奥邃先生の面影』などを自費出版した福田與がいる。
- 『福田理兵衛』を発行した福田武雄は、福田與の夫で、『新編福田理兵衛』を発行した福田慎吾はその長男である。

## 関連事項
- 明治維新
- 長州藩
- 禁門の変
- 八月十八日の政変
- 明治の人物一覧